# Старостаничный сельский округ
Старостаничный сельский округ — административно-территориальная единица города Армавира как объекта административно-территориального устройства Краснодарского края.
В структуру администрации муниципального образования города Армавира входит его территориальный орган — Администрация Старостаничного сельского округа.
Административный центр и единственный населённый пункт сельского округа — станица Старая Станица.
| 2002 | 2010  |
| ---- | ----- |
| 7054 | ↗7612 |

Является единственным сельским округом, подчинённым Армавиру, располагающимся на правом берегу реки Кубань. По её руслу на западе примыкает к городской черте города Армавира, на севере и востоке граничит с Новокубанским районом, на юге и юго-востоке — с Успенским районом Краснодарского края.
Решением крайисполкома от 27 апреля 1966 года Старостаничный сельский совет Новокубанского района был переподчинён Армавирскому горсовету. В 1990-е годы все сельсоветы (сельские администрации) в крае были преобразованы в сельские округа.